# 新交所MSCI台湾指数期货和期权
新交所MSCI台湾指数期货和期权是以MSCI台湾指数（或稱摩台指）為基礎，於新加坡交易所交易的期貨與期權。該指數是一种自由浮动调整的市值加权指数，是台湾股市的大盘股、中盘股和小盘股的采样代表。

## 相關資訊
合约规模:US$100 × 新交所MSCI台湾指数期货价格 ≈ US$30,000* (*假设期货价格为300) 
合约月份:2个连续近月, 及12个近季度月份(三月、六月、九月和十二月)。
最小波动价:0.1个指数点(US$10.00) 
交易时间(新加坡时间) 
- T时段: 上午8点45分－下午1点50分
- T+1时段: 下午2点15分－次日凌晨5点15分

最后交易日:合约月份的倒数第2个营业日。
结算方式:现金结算
最后结算价格:交易最后30分钟每隔1分钟得到的标的指数平均值。这将包括指数收盘价，但剔除股市收盘前5分钟的集合竞价。
议定大宗交易 (NLT):最少50手
保证金(2011年8月11日开始) 	
初始保证金: US$2,250 
维持保证金: US$1,800